# یاربورو لندینگ، آرکانزاس
یاربورو لندینگ (به انگلیسی: Yarborough Landing) یک منطقهٔ مسکونی در ایالات متحده آمریکا است که در شهرستان لیدل ریور، آرکانزاس واقع شده‌است. یاربورو لندینگ ۵٫۷۸ کیلومتر مربع مساحت و ۸٬۳۶۷ نفر جمعیت دارد و ۹۳٫۸۸ متر بالاتر از سطح دریا واقع شده‌است.